# Tarku
Tarku (en népalais : तार्कु) est un comité de développement villageois du Népal situé dans le district de Lamjung. Au recensement de 2011, il comptait 1 699 habitants.